# Maria Antonia Dorotea Gonzaga
Maria Antonia Dorotea Gonzaga (Madrid, 6 febbraio 1735 – Madrid, 17 febbraio 1801) è stata una nobildonna spagnola.

## Biografia
Era figlia di Francesco Gonzaga, primo duca di Solferino e di Giulia Chiteria (Litteria) Caracciolo (1705-1756) di Santo Buono.

## Discendenza
Sposò il 17 aprile 1754 a Madrid Antonio Álvarez de Toledo Osorio, marchese di Villafranca del Bierzo ed ebbero cinque figli:
- José María Álvarez de Toledo (1756-1796), X marchese di Villafranca del Bierzo, sposò Maria Teresa Cayetana de Silva
- María Antonia Álvarez de Toledo, moglie di Juan Belvís de Moncada, XV marchese di Mondéjar.
- María Ignacia de Toledo, sposò Vicente Osorio de Moscoso, XIII duca di Sessa.
- Francisco de Borja Álvarez de Toledo y Gonzaga (1763-1821), XI marchese di Villafranca del Bierzo e XVI duca di Medina-Sidonia, Grande di Spagna.
- Pedro de Alcántara Álvarez de Toledo y Gonzaga (1765-1824), sposò María del Carmen López de Zúñiga, X duchessa di Peñaranda de Duero.

## Ascendenza
|                               |                                                |                                                       | Genitori                                   |  |  | Nonni |  |  | Bisnonni      |  |  | Trisnonni          |  |
|                               |                                                |                                                       |                                            |  |  |       |  |  | Carlo Gonzaga |  |  | Cristierno Gonzaga |  |
|                               |                                                |                                                       |                                            |  |  |       |  |  | Carlo Gonzaga |  |  | Cristierno Gonzaga |  |
|                               |                                                | Marcella Malaspina                                    |                                            |  |  |       |  |  | Carlo Gonzaga |  |  |                    |  |
| Ferdinando II Gonzaga         |                                                |                                                       |                                            |  |  |       |  |  | Carlo Gonzaga |  |  |                    |  |
|                               |                                                | Isabella Martinengo                                   | Lelio Martinengo                           |  |  |       |  |  |               |  |  |                    |  |
|                               |                                                | Isabella Martinengo                                   | Lelio Martinengo                           |  |  |       |  |  |               |  |  |                    |  |
|                               |                                                | Isabella Martinengo                                   | Elena Furietti                             |  |  |       |  |  |               |  |  |                    |  |
| Francesco Gonzaga             |                                                | Isabella Martinengo                                   |                                            |  |  |       |  |  |               |  |  |                    |  |
|                               |                                                | Alessandro II Pico della Mirandola                    | Galeotto IV Pico della Mirandola           |  |  |       |  |  |               |  |  |                    |  |
|                               |                                                | Alessandro II Pico della Mirandola                    | Galeotto IV Pico della Mirandola           |  |  |       |  |  |               |  |  |                    |  |
|                               |                                                | Alessandro II Pico della Mirandola                    | Maria Cybo-Malaspina                       |  |  |       |  |  |               |  |  |                    |  |
| Laura Pico della Mirandola    |                                                | Alessandro II Pico della Mirandola                    |                                            |  |  |       |  |  |               |  |  |                    |  |
|                               |                                                | Anna Beatrice d'Este                                  | Alfonso III d'Este                         |  |  |       |  |  |               |  |  |                    |  |
|                               |                                                | Anna Beatrice d'Este                                  | Alfonso III d'Este                         |  |  |       |  |  |               |  |  |                    |  |
|                               |                                                | Anna Beatrice d'Este                                  | Isabella di Savoia                         |  |  |       |  |  |               |  |  |                    |  |
| Maria Antonio Dorotea Gonzaga |                                                | Anna Beatrice d'Este                                  |                                            |  |  |       |  |  |               |  |  |                    |  |
|                               | Marino V Caracciolo, IV principe di Santobuono | Ferrante Caracciolo, III principe di Santobuono       |                                            |  |  |       |  |  |               |  |  |                    |  |
|                               | Marino V Caracciolo, IV principe di Santobuono | Ferrante Caracciolo, III principe di Santobuono       |                                            |  |  |       |  |  |               |  |  |                    |  |
|                               | Marino V Caracciolo, IV principe di Santobuono | Chiara Loffredo                                       |                                            |  |  |       |  |  |               |  |  |                    |  |
| Carmine Nicolao Caracciolo    | Marino V Caracciolo, IV principe di Santobuono |                                                       |                                            |  |  |       |  |  |               |  |  |                    |  |
|                               |                                                | Giovanna Caracciolo di Torella                        | Giuseppe Caracciolo, I principe di Torella |  |  |       |  |  |               |  |  |                    |  |
|                               |                                                | Giovanna Caracciolo di Torella                        | Giuseppe Caracciolo, I principe di Torella |  |  |       |  |  |               |  |  |                    |  |
|                               |                                                | Giovanna Caracciolo di Torella                        | Costanza di Capua                          |  |  |       |  |  |               |  |  |                    |  |
| Giulia Chiteria Caracciolo    |                                                | Giovanna Caracciolo di Torella                        |                                            |  |  |       |  |  |               |  |  |                    |  |
|                               |                                                | Francesco Ruffo, II principe della Motta San Giovanni | Carlo Ruffo, III duca di Bagnara           |  |  |       |  |  |               |  |  |                    |  |
|                               |                                                | Francesco Ruffo, II principe della Motta San Giovanni | Carlo Ruffo, III duca di Bagnara           |  |  |       |  |  |               |  |  |                    |  |
|                               |                                                | Francesco Ruffo, II principe della Motta San Giovanni | Costanza Boncompagni                       |  |  |       |  |  |               |  |  |                    |  |
| Giovanna Costanza Ruffo       |                                                | Francesco Ruffo, II principe della Motta San Giovanni |                                            |  |  |       |  |  |               |  |  |                    |  |
|                               |                                                | Giovanna Lanza                                        | Lorenzo II Lanza, conte di Mussomeli       |  |  |       |  |  |               |  |  |                    |  |
|                               |                                                | Giovanna Lanza                                        | Lorenzo II Lanza, conte di Mussomeli       |  |  |       |  |  |               |  |  |                    |  |
|                               |                                                | Giovanna Lanza                                        | Luisa Moncada                              |  |  |       |  |  |               |  |  |                    |  |
|                               |                                                | Giovanna Lanza                                        |                                            |  |  |       |  |  |               |  |  |                    |  |